# 新塞利夫卡 (科洛梅亞區)
48°43′55″N 25°20′46″E / 48.73194°N 25.34611°E
新塞利夫卡（烏克蘭語：Новоселівка）是位於烏克蘭西部的村莊，由伊萬諾-弗蘭科夫斯克州裡科洛梅亞區的霍羅登卡市鎮負責管轄。該村始建於十八世紀，面積0.35平方公里，海拔高度327米，2001年人口148，人口密度每平方公里422.9人。